# Klaus Lahme
Klaus Lahme es un deportista alemán que compitió en vela en la clase Laser. Ganó una medalla de plata en el Campeonato Europeo de Laser de 1995.

## Palmarés internacional
| \| Campeonato Europeo \| Campeonato Europeo \| Campeonato Europeo \| Campeonato Europeo \| \| Año \| Lugar \| Medalla \| Clase \| \| ------------------ \| ------------------ \| ------------------ \| ------------------ \| \| 1995 \| Estambul (Turquía) \| Medalla de plata \| Laser \| |                    |                  |       |
| Campeonato Europeo |                    |                  |       |
| Año | Lugar              | Medalla          | Clase |
| 1995 | Estambul (Turquía) | Medalla de plata | Laser |